# Ctenidiadelphus plumularia
Ctenidiadelphus plumularia är en bladmossart som beskrevs av Fleischer 1923. Ctenidiadelphus plumularia ingår i släktet Ctenidiadelphus och familjen Hypnaceae. Inga underarter finns listade i Catalogue of Life.